# Concepción Cabrera de Armida
Concepción Cabrera de Armida, ricordata anche come María Concepción Cabrera Arias de Armida, Conchita Cabrera de Armida, Conchita Cabrera Arias de Armida o semplicemente Conchita (San Luis Potosí, 8 dicembre 1862 – Città del Messico, 3 marzo 1937) è stata una scrittrice e mistica messicana, venerata come beata dalla Chiesa cattolica.

## Biografia
María Concepción Cabrera Arias è nata a San Luis Potosí, figlia di Octaviano Cabrera Lacavex e Clara Arias Rivera. Nel 1884 sposò Francisco Armida, con cui ebbe nove figli tra il 1885 e il 1899. Nel 1901, all'età di trentanove anni, Concepción divenne vedova e l'unica fonte di sostentamento per la numerosa famiglia. La situazione fu ulteriormente esacerbata dallo scoppio della Rivoluzione messicana, che causò oltre novecentomila morti tra il 1910 e il 1921. La morte del marito segnò anche l'inizio della vita spirituale della donna, che ebbe anche esperienze mistiche e dichiarò di aver udito la voce di Dio annunciarle una vita lunga segnata dalla sofferenza e da una prolifica attività letteraria. Non ebbe mai visioni dirette di Cristo e della Vergine Maria.
Nel corso della sua vita fondò cinque istituti religiosi, tra cui Suore della Croce del Sacro Cuore di Gesù e le Missionarie figlie della Purissima Vergine Maria. Scrittrice prolifica, Concepción Cabrera de Armida ha lasciato oltre sessantamila pagine scritte a mano. La sua opera più celebre è Io sono, il risultato delle sue meditazioni durante l'adorazione eucaristica. I suoi scritti sono stati esaminati dalla Chiesa Cattolica, sia in Messico che durante il suo pellegrinaggio a Roma nel 1913, quando ebbe un'udienza privata con papa Pio X. È morta a Città del Messico all'età di settantaquattro anni e le sue spoglie mortali sono state sepolte nella chiesa di San José del Altillo.

## Culto
L'arcivescovo di Città del Messico avviò la causa di canonizzazione della donna nel 1959, quando duecento volumi contenenti i suoi scritti furono consegnati alla Congregazione delle cause dei santi. Papa Giovanni Paolo II la proclamò venerabile il 20 dicembre 1999. L'8 giugno 2018 un miracolo attribuitole fu accettato come tale e il 4 maggio 2019 papa Francesco l'ha proclamata beata durante una cerimonia alla Basilica di Nostra Signora di Guadalupe. Concepción Cabrera de Armida è la prima laica messicana ad essere stata beatificata.

## Opere (parziale)
- Io sono. Meditazioni eucaristiche sul vangelo, Ancilla, 2004. ISBN 978-8888609249
- Diario di una madre di famiglia, Città Nuova (2007). ISBN 978-8831144056
- Davanti all'altare. 100 visite a Gesù eucaristia, Ancilla, 2018. ISBN 978-8888609706